# Bremcke
Bremcke ist ein Ortsteil der Stadt Plettenberg im Märkischen Kreis.

## Geographie
Bremcke liegt im Elsetal, westlich der Kernstadt von Plettenberg, im märkischen Sauerland. Die Landesstraße L 561 durchquert den Ort.

## Nachbarorte
- Frehlinghausen
- Holthausen
- Köbbinghausen

## Geschichte
Erstmals urkundlich wird Bremcke im Jahr 1486 im Schatzbuch von der Mark erwähnt. Jedoch ist der Ort als spätere selbständige Bauerschaft um das 1000 entstanden.
Um das Jahr 1700 besteht die Ansiedelung aus fünf Bauernhäusern. 1887 wurde der Männergesangverein MGV Bremcke gegründet.